# 5947 Bonnie
5947 Bonnie este un asteroid din centura principală de asteroizi.

## Descriere
5947 Bonnie este un asteroid din centura principală de asteroizi. A fost descoperit pe 21 martie 1985 la Observatorul Palomar de Carolyn S. Shoemaker și Eugene M. Shoemaker. Asteroidul prezintă o orbită caracterizată de o semiaxă mare de 2,66 ua, o excentricitate de 0,14 și o înclinație de 14,9° în raport cu ecliptica.